# Piperitona
Piperitona con fórmula química C10H16O, es un producto natural monoterpeno de cetona que es un componente de algunos aceites esenciales. Ambos estereoisómeros , la forma D y la forma  L , son conocidos. El forma D  tiene un aroma similar a la menta y se ha aislado de los aceites de las plantas de los géneros Cymbopogon, Andropogon, and Mentha. La forma L  se ha aislado de la Picea sitchensis.
La Piperitona se utiliza como la materia prima principal para la producción de  mentol y timol sintético. La fuente principal de D / L -piperitona es de  Eucalyptus dives, producido principalmente en Sudáfrica.